# Donald Isler
Donald Isler (né le 14 janvier 1952 à Paterson, New Jersey) est un pianiste classique américain et professeur de musique basé dans le comté de Westchester, près de New York.

## Biographie
Donald Isler a grandi à New York dans une famille de mélomanes. Son père Werner et sa mère Charlotte, née Nussbaum, étaient tous deux de bons pianistes amateurs. Son grand-père maternel était le chef d'orchestre Manfred Nussbaum, originaire de Hammelburg en Allemagne, qui a fui aux États-Unis en 1939 et qui a donné son nom au Manfred Nussbaum Memorial Music Award de la Fiorello H. LaGuardia High School.

## Éducation
Donald Isler a commencé à prendre des leçons de piano à l'âge de huit ans avec Sina Berlinski. Parmi ses autres professeurs figurent les musiciens de chambre Artur Balsam et Eleanor Hancock, ainsi que les pianistes solistes Bruce Hungerford, Constance Keene, Robert Goldsand, Lilian Kallir et Zenon Fishbein.
Isler est titulaire d'un Baccalauréat universitaire et d'un Master de la Manhattan School of Music, avec une spécialisation en piano. Il a suivi en plus des cours de pédagogie à la Diller-Quaile Music School de New York et le Summer Seminar in Piano Technique du Taubman Institute d'Amherst, Massachusetts.

## Enseignement
Isler a enseigné dans plusieurs écoles de musique, dont le Brooklyn College Preparatory Center, la Diller-Quaile Music School de New York et le Bennett Conservatory of Music dans le comté de Westchester. En plus de son travail avec ses élèves privés, il enseigne à l'Institut de musique de la Hackley School à Tarrytown et est membre de la faculté du Summit Music Festival and Institute à Purchase, New York.
Il est membre du conseil d'administration de l'Associated Music Teachers League.

## Carrière
Donald Isler a fait ses débuts au Carnegie Recital Hall (aujourd'hui Joan and Sanford L. Weill Recital Hall) en 1980 en interprétant la Chaconne en sol majeur de Georg Friedrich Haendel, la Sonate pour piano no 10 en do majeur de Wolfgang Amadeus Mozart, les Bagatelles op. 126 de Ludwig van Beethoven, les Danses populaires roumaines pour piano de Béla Bartók et la Sonate pour piano no 3 en si mineur op. 58 de Frédéric Chopin. Il a continué à se produire au Alice Tully Hall du Lincoln Center de New York, à la Dame Myra Hess Memorial Concert Series de Chicago et dans de nombreuses autres salles de concert aux États-Unis ainsi qu'en Angleterre. Ses apparitions en concert ont été bien accueillies par la critique, comme le concert du 22 avril 1986 au Symphony Space de New York qui présentait des œuvres de Schnabel et des sonates pour piano de Franz Schubert et Ludwig van Beethoven et qui était conçu comme hommage à Artur Schnabel.
Ses CD ont été présentés à plusieurs reprises dans la prestigieuse émission de radio de la station de musique classique WQXR-FM de NYPR, « Reflections from the Keyboard », ainsi que dans l'émission de radio « The Piano Matters » de WWFM – The Classical Network. En 2017, il est apparu dans une autre émission de WWFM, « Between the Keys », où il a été interrogé sur son professeur Bruce Hungerford, décédé dans un accident de voiture. Il a donné des conférences sur la musique d'Artur Schnabel à l'International Keyboard Institute and Festival et au Mannes College of Music, a écrit la préface d'une nouvelle édition de la Dance Suite for Piano de Schnabel et a été interviewé à ce sujet sur le blog « New York Pianist ».
Isler est le fondateur du label KASP Records, qui a produit quatorze CD (jusqu'à 2021). Parmi eux figurent ses enregistrements de Ludwig van Beethoven, Franz Schubert, Robert Schumann et Johannes Brahms, ainsi que des œuvres moins connues mais importantes de Louis Spohr (1784–1859) et Artur Schnabel (1882–1951), comme les premiers enregistrements de la Sonate pour piano en la bémol majeur, op. 125 et la Suite de danse pour piano de Schnabel, ainsi que les Sept pièces pour piano de Schnabel de 1947. Un autre CD de Donald Isler contient l'enregistrement des œuvres importantes pour piano du compositeur américain Louis Pelosi : 37 canons, inventions et fugues. Un DVD publié par KASP contient le seul enregistrement vidéo connu de la performance de Bruce Hungerford (avec le Concerto pour piano no 4 de Beethoven).
Isler écrit régulièrement des critiques de concerts, principalement dans Classical Music Guide et New York Concert Review. Il tient également le blog Isler's Insights sur Facebook, avec des articles sur la musique et les musiciens, le piano et l'enseignement du piano.

## Discographie
- Louis Pelosi: Inventions, Canons and Fugues: Thirty-Seven Variations on a Single Motif; KASP 2004–2008
- Schubert: Sonate no 7 en mi bémol majeur D.568; Schumann: Waldszenen op. 82; Brahms: Ballade en ré mineur op. 10 no 1 („Edward“), Intermezzo en mi majeur op. 116 no 6, Vier Klavierstücke op. 119; KASP 2004
- Beethoven: Six bagatelles pour piano op. 126, Sonate pour piano no 31 en la bémol majeur op. 110, Sonate pour piano no 32 en ut mineur op. 111; KASP 2001[5]
- Spohr: Sonate pour piano en la bémol majeur op. 125 (premier enregistrement), Rondoletto en sol majeur op. 149; Schubert: Sonate pour piano en d majeur D.850; KASP 1998
- Beethoven: Sonate pour piano no 5 c-Moll op. 10 no 1, Sonate pour piano no 30 en mi majeur op. 109; Schnabel: Sieben Klavierstücke (1947), Suite de danse pour piano (1920–1921) (premier enregistrement); KASP 1997[6]

## Publications
(en) Donald Isler, Afterthoughts of a Pianist/Teacher : A Collection of Essays and Interviews, iUniverse, 2022, 302 p. (ISBN 978-1-66323-430-8).